# Huerquehue nationalpark
Huerquehue nationalpark är en nationalpark i Chile.   Den ligger i regionen Región de la Araucanía, i den södra delen av landet, 600 km söder om huvudstaden Santiago de Chile. Huerquehue nationalpark ligger 1 739 meter över havet. Arean är 125 kvadratkilometer.
Terrängen runt Huerquehue nationalpark är bergig åt nordväst, men åt sydost är den kuperad. Huerquehue nationalpark
ligger uppe på en höjd. Runt Huerquehue nationalpark är det glesbefolkat, med 15 invånare per kvadratkilometer..
I omgivningarna runt Huerquehue nationalpark växer i huvudsak blandskog. Kustklimat råder i trakten. Årsmedeltemperaturen i trakten är 6 °C. Den varmaste månaden är februari, då medeltemperaturen är 14 °C, och den kallaste är juli, med −2 °C. Genomsnittlig årsnederbörd är 1 454 millimeter. Den regnigaste månaden är juni, med i genomsnitt 242 mm nederbörd, och den torraste är oktober, med 57 mm nederbörd.